# Pakudlankovití
Pakudlankovití (Mantispidae) jsou čeleď síťokřídlých (Neuroptera).

## Systematika
Za popisnou autoritu pakudlankovitých je pokládán anglický přírodovědec William Elford Leach (1815). Pakudlankovití se dělí do šesti podčeledí, z toho recentní rody patří do podčeledí Drepanicinae, Symphrasinae, Mantispinae a Calomantispinae, podčeledi Mesomantispinae a Doratomantispinae zahrnují čistě vyhynulé formy z mezozoika.
Navzdory své podobnosti s kudlankami (Mantodea) nejsou jejich blízkými příbuznými, evolučně se odvozují v rámci síťokřídlých (Neuroptera). Společně s čeleděmi Berothidae a Rhachiberothidae utváří pakudlankovití klad Mantispoidea, s 395 existujícími druhy ve 44 rodech k roku 2018 jde o nejpočetnější čeleď ze všech tří jmenovaných. Pakudlankovití představují sesterský taxon vůči čeledi Rhachiberothidae. Obě skupiny se vyznačují loupeživýma nohama podobnýma těm kudlančím, sesterský vztah tedy naznačuje, že se tato adaptace objevila u síťokřídlých jen jednou.

## Popis

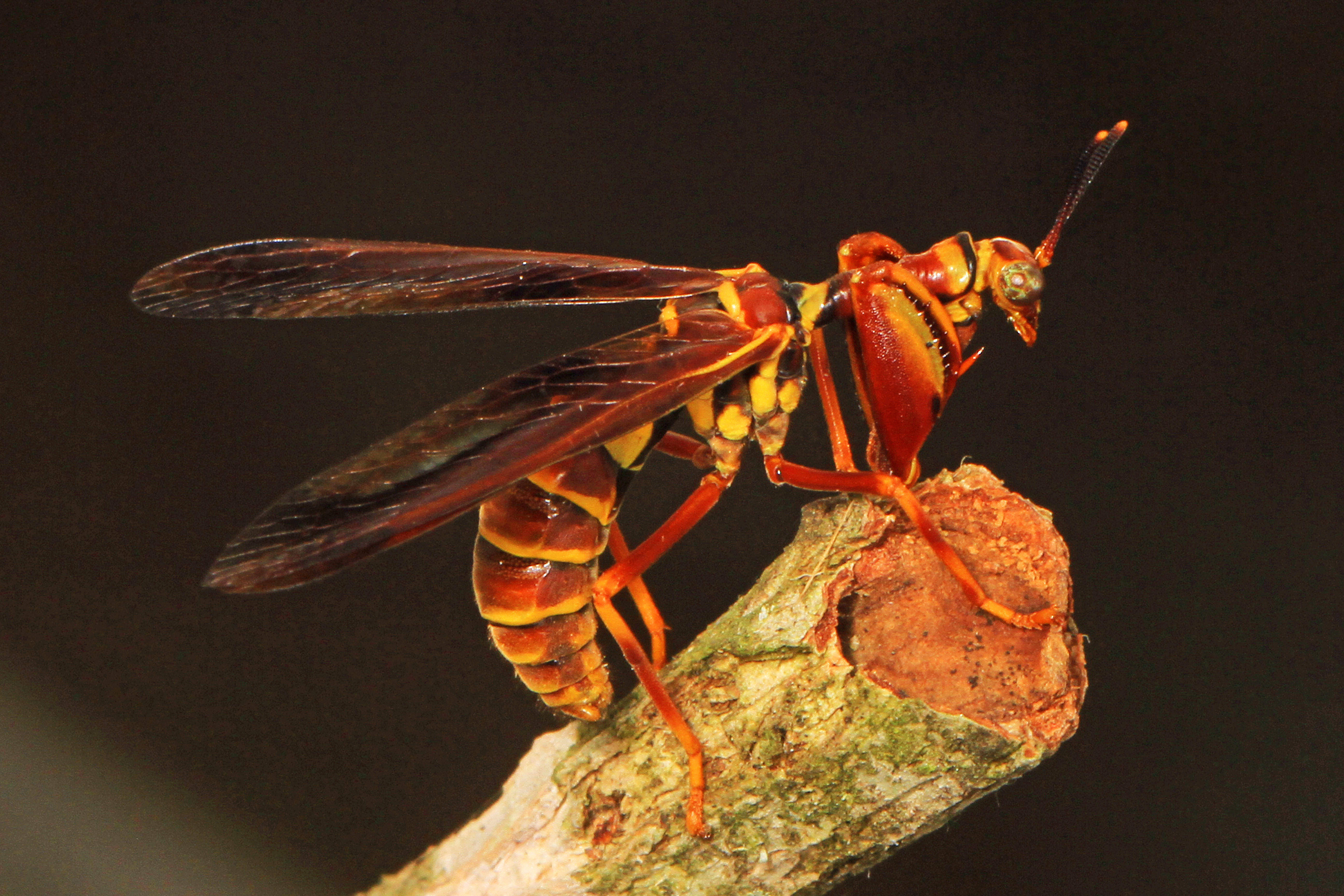
Climaciella brunnea

Mezi pakudlankovitými se objevují různě velcí zástupci, za největší druh je považován chilský Drepanicus gayi. Pakudlanky mají nápadně prodlouženou předohruď neboli pronotum, jež je často několikanásobně delší než širší a pohyblivá. V přední části předohrudi vyrůstá pár loupeživých nohou, vzhledem i funkcí podobný těm kudlančím. Tělo nese dva páry křídel, střechovitě skládaných nad zadeček. Délka předních křídel se, v závislosti na druhu, pohybuje mezi 5 a 30 mm. Mezi pakudlankovitými se objevují různé mimetické formy. Například druh Climaciella brunnea svým vzezřením napodobuje několik druhů vos.

## Ekologie a chování

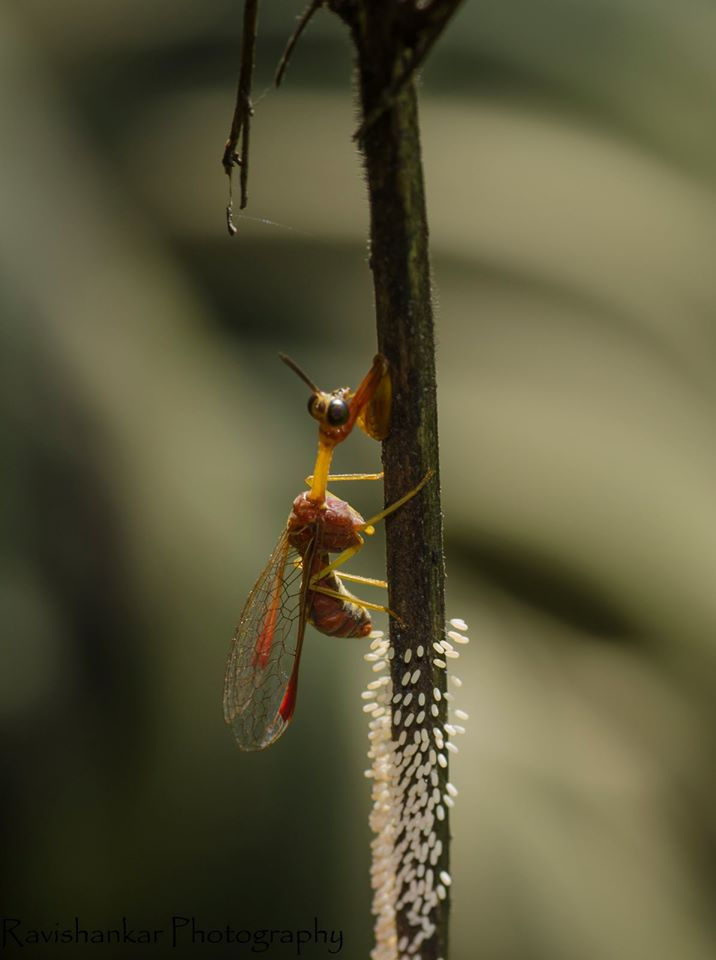
Samice pakudlanky kladoucí vejce

Největší a areálově nejrozšířenější podčeleď představují Mantispinae. Podčeleď Calomantispinae zahrnuje pouze australský rod Calomantispa plus severoamerický rod Nolima, zástupci podčeledi Drepanicinae se vyskytují pouze na západě Jižní Ameriky a v Austrálii (rody Drepanicus, Ditaxis, Theristria) a podčeleď Symphrasinae zahrnuje novosvětské rody Anchieta, Plega a Trichoscelia. V České republice prochází severní hranice rozšíření pakudlanky jižní (Mantispa styriaca).
Dospělci jsou aktivními lovci žijícími na stromech a keřích. Podobně jako u pravých kudlanek, i u pakudlanek se může objevovat sexuální kanibalismus, pozorovaný alespoň v uzavřených laboratorních podmínkách. Ke kopulaci dochází při orientaci obou partnerů směrem k sobě, u některých druhů může toto spojení trvat až 24 hodin (jindy bývá kopulace kratší, nepřesahující 60 minut). Samice mají značný reprodukční potenciál, po spáření vyprodukují velký počet vajíček v několika snůškách. Pomocí krátkých stopek je připevňují k vhodnému podkladu.
Larvy pakudlanek jsou dravé, jako potravu využívají zejména larvy dalších bezobratlých. V případě podčeledi Mantispinae se objevuje jedinečná predace na pavoučích kokonech. Do pavoučího kokonu pronikají larvy pakudlanek buďto aktivně, když už pavouk zámotek vytvoří, anebo při výstavbě zámotku (pokud neumí narušit jeho stěnu). Larvy některých pakudlanek se proto přichytávají na těla procházejících pavouků a vyčkají, až budou vytvářet kokon. V případě, že se usadí na pavoučího samce, mohou přelézt na samici během páření. Druhy využívající takovouto forézi se mohou krmit pavoučí hemolymfou a také přečkat svlékání svého hostitele. Platí, že pakudlanky nemusí být hostitelsky specifické.
Na pavoučí kokony se váže rovněž životní cyklus pakudlanky jižní, u níž se navíc objeví fenomén přezimování. Pohyblivé, hnědavé larvy z minulého roku napadají pavoučí kokony během jara, pronikají do nich v prvním instaru a následně vysávají vajíčka a malé pavouky – po celou dobu za přítomnosti pavoučí samice. Další instar se zcela odlišuje od toho prvního: larva je bělavá, s drobnou hlavou a zakrnělými končetinami. Ke kuklení larev dochází v novém zámotku vytvořeném uvnitř pavoučího kokonu, vyvinuté farátní imago se tedy ven musí prokousat přes několik vrstev. V případě pakudlanky jižní dává jeden kokon vzniknout pouze jediné pakudlance, i když do něj pronikne larev více. U některých pakudlanek se neobjevuje tak výrazný konkurenční boj, a z jednoho kokonu může vzniknout více jedinců.